# プジョー・908 HDi FAP
プジョー 908 HDi FAPはプジョーが製作したプロトタイプレーシングカー（スポーツプロトタイプカー）。2005年より開発が開始され、2006年に一般公開された。

## マシン概要

### シャシー(シャーシ)
2006年にフランス西部自動車クラブ (ACO) より発表されたクローズドタイプのコックピットの開発を促進する規定により、それまでプロトタイプレーシングカーはアウディ・R8、R10に代表されるようにオープンが主流だった中、クローズドボディが採用されている。その大きな理由は、クローズドタイプを採用した場合コックピット内の温度の規定があるためエアコンを装備することとなり、その分エアリストリクターを拡大できることが決め手である。

### エンジン
エンジンはル・マンプロトタイプ規定で最大に許容された5.5リッターのディーゼルエンジン。エンジン形式はV型12気筒で、バンク角は100度、最大出力は公称700馬力、最大トルクは1,200N・mである。エンジンマネージメントシステムおよびインジェクションシステムはボッシュ製、燃料システム開発のパートナーはトタル、ギアボックスの設計および組み立てはリカルドである。最大出力に関しては実際は850-900馬力程度出ているといわれている。

## 参戦履歴

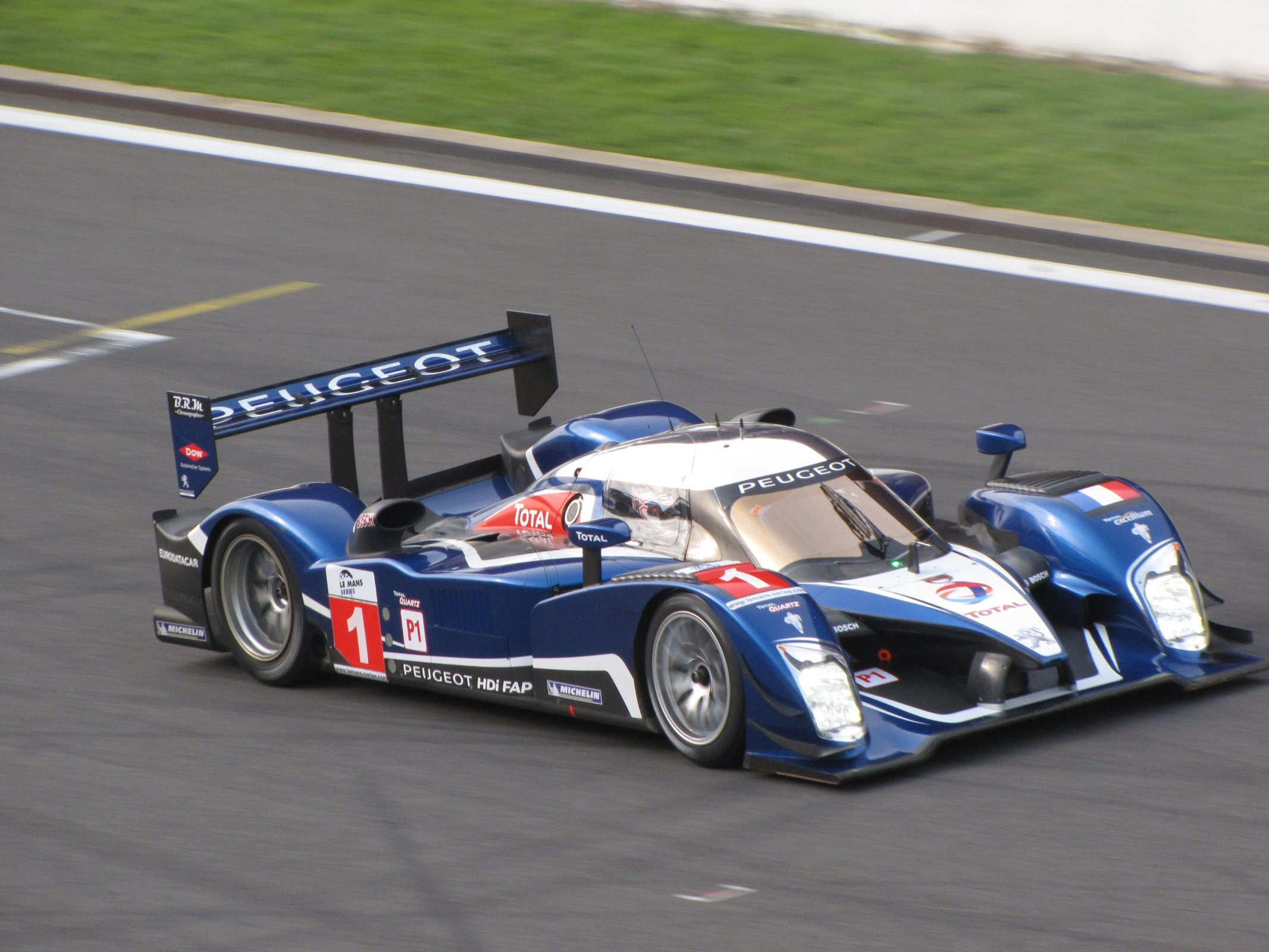
2010年型のプジョー・908 HDi FAP -
Team Peugeot Total

プジョー・908 HDi FAP のデビュー戦は2007年ル・マン・シリーズの開幕戦モンツァ1000kmレースである。
予選ではフロントローを独占、決勝でも1、3位を獲得し、いきなり908はデビューウィンを飾る。
第2戦でも優勝を果たしたプジョーは、ル・マンのテストデーで最大のライバルとなる王者アウディを押さえてトップタイムをマーク、ル・マン本戦への期待が高まるものとなった。
2007年のル・マン24時間レースでは予選で8号車を駆るステファン・サラザンが3分26秒344という
ダンロッブブリッジ下のコーナーが改修されて以降の最速タイムを記録し、2日目が雨だったという事もあり8号車がポールポジションを獲得した。
迎えた決勝ではポールスタートの8号車がいきなり1コーナー先のS字でポールを飛ばしながらコースアウトし、2位スタートのアウディ2号車にトップを譲る事になる。その後もプジョー勢は不安定なハンドリングでペースが伸びず、他のアウディ勢にも交わされ順位を落としてしまう。レースは01年以来の大雨となり、明け方までにはアウディ勢の内2台がリタイアするなど波乱の展開となる中、2台のプジョーは7号車が2位、8号車が3位と表彰台圏内を走行する。しかし、残り1時間半で2位を走行する7号車がエンジントラブルによりリタイア、残った8号車も同様のトラブルを抱えており、レース終盤にはエンジンに負担を掛けないためフォードシケインでわざと停車し1位のアウディがゴールするまで待つ作戦が取られた。
結局アウディの1号車が優勝し、8号車が2位となりル・マンのデビューレースとしてはまずまずの結果に終わった。
しかし、アウディのレースペースに着いていけなかった事や2台に同様のトラブルが発生した事など課題が多く残った。
ル・マン参戦2年目となる2008年、プジョーはこの年を勝負の年とし、改良が加えられたマシンは前年の2台体制から3台体制となり、ドライバーも全員が元F1ドライバーや現役F1テストドライバーという強力な布陣となった。予選では8号車を駆るステファン・サラザンが3分18秒513という前年度のタイムを8秒近く上回り、ユノディーエールにシケインが出来て以来初となる10秒台に突入するという驚異的なタイムでポールポジションを獲得し、残りのプジョー2台もアウディ勢を大きく引き離してプジョー勢が予選1,2,3を独占した。
決勝レースでは大方の予想通り、プジョーの3台が編隊を組みながら驚異的なペースでアウディ以下を引き離す展開となる。
しかし、レーススタートして2時間後、本命とされていたプジョーの8号車がパドルシフトのトラブルにより長期のピットインを余儀なくされ、優勝争いから脱落。残された2台のプジョーが交互にトップを快走するも夜間に9号車に乗るクリスチャン・クリエンがトップ走行中にスピン、グラベルに捕まり大きく順位を落とす。さらにプジョー勢はマシンにオーバーヒートのトラブルを抱え、ピットイン毎にクーリングの処置を強いられタイムロスする事になる。その後レースはウェットコンディションとなり、これを目論んでいたかのようにアウディの2号車が1周5秒近く速い驚異的なペースで一位の7号車を猛追、3分近くあった差は一気に縮まり次の同時ピットストップでついに逆転、アウディにトップを明け渡す事となる。その後も2台は激しいデッドヒートとなり、レース終盤に逆転を狙ったプジョーがタイヤ選択で賭けに出るも作戦失敗、この年もアウディに優勝を奪われる形となる。最終結果では7号車が2位、9号車が3位、全車がル･マンを完走と前年を上回る結果となったが、圧倒的なポテンシャルを持ちながら、トラブルや雨に翻弄され、ピットでのドタバタ劇など性能では劣るマシンながら虎視眈々とレース全体を見据えて堅実な走りをしたアウディ勢に総合力で下回り、マシンだけでは勝てないル･マンの厳しさを目の当たりにする大きな敗北であった。
2009年のル・マン24時間レースで、5年連続優勝をしているアウディを破り、総合1-2フィニッシュを飾っている。なお、これは先代マシンである1993年のプジョー・905以来の、非ドイツメーカーエンジン搭載車によるル・マン勝利である。
2010年のル・マン24時間レースには改良型の908を投入。ワークス3台、プライベーター1台で参戦。予選で上位4位を独占し速さを見せつけたが決勝ではマシントラブルが相次ぎ、全車リタイアし、アウディ・R15 TDIに王座を明け渡す結果となった。敗因として、エンジンの耐久性がワークス・プライベーターの予想より低かったためと考えられる。(4台中3台がエンジントラブルでリタイア)
しかし、平均速度ではアウディより上回っており、プチ・ルマン等でも圧倒的な速さを手にしていた。

## 戦績

### インターコンチネンタル・ル・マン・カップ
| 年   | チーム                       | クラス | No.    | ドライバー               | Rds.   | 1   | 2   | 3   | 4   | 5   | 6   | 7   | Pts. | Pos. |
| 年   | チーム                       | クラス | No.    | ドライバー               | Rds.   | SIL | PET | ZHU |     |     |     |     | Pts. | Pos. |
| ---- | ---------------------------- | ------ | ------ | ------------------------ | ------ | --- | --- | --- | --- | --- | --- | --- | ---- | ---- |
| 2010 | チーム・プジョー・トタル     | LMP1   | 1/07/1 | ニコラ・ミナシアン       | 1      | 1   |     |     |     |     |     |     | 118  | 1位  |
| 2010 | チーム・プジョー・トタル     | LMP1   | 1/07/1 | アンソニー・デビッドソン | 1-2    | 1   | 2   |     |     |     |     |     | 118  | 1位  |
| 2010 | チーム・プジョー・トタル     | LMP1   | 1/07/1 | マルク・ジェネ           | 2      |     | 2   |     |     |     |     |     | 118  | 1位  |
| 2010 | チーム・プジョー・トタル     | LMP1   | 1/07/1 | アレクサンダー・ブルツ   | 2      |     | 2   |     |     |     |     |     | 118  | 1位  |
| 2010 | チーム・プジョー・トタル     | LMP1   | 1/07/1 | セバスチャン・ボーデ     | 3      |     |     | 4   |     |     |     |     | 118  | 1位  |
| 2010 | チーム・プジョー・トタル     | LMP1   | 1/07/1 | サイモン・パジェノ       | 3      |     |     | 4   |     |     |     |     | 118  | 1位  |
| 2010 | チーム・プジョー・トタル     | LMP1   | -/08/2 | フランク・モンタニー     | 2-3    |     | 1   | 1   |     |     |     |     | 118  | 1位  |
| 2010 | チーム・プジョー・トタル     | LMP1   | -/08/2 | ステファン・サラザン     | 2-3    |     | 1   | 1   |     |     |     |     | 118  | 1位  |
| 2010 | チーム・プジョー・トタル     | LMP1   | -/08/2 | ペドロ・ラミー           | 2      |     | 1   |     |     |     |     |     | 118  | 1位  |
| 2010 | チーム・オレカ・マットムート | LMP1   | 4/-/-  | ニコラ・ラピエール       | 1      | 2   |     |     |     |     |     |     | 22   | 4位  |
| 2010 | チーム・オレカ・マットムート | LMP1   | 4/-/-  | ステファン・サラザン     | 1      | 2   |     |     |     |     |     |     | 22   | 4位  |
|      |                              |        |        |                          |        | SEB | SPA | LMS | IMO | SIL | PET | ZHU | Pts. | Pos. |
| 2011 | チーム・オレカ・マットムート | LMP1   | 10     | ニコラ・ラピエール       | 1-4, 6 | 1   | 10  | 5   | WD  |     | 2   |     | 47   | 4位  |
| 2011 | チーム・オレカ・マットムート | LMP1   | 10     | ロイック・デュバル       | 1-4    | 1   | 10  | 5   | WD  |     |     |     | 47   | 4位  |
| 2011 | チーム・オレカ・マットムート | LMP1   | 10     | オリビエ・パニス         | 1-4    | 1   | 10  | 5   | WD  |     |     |     | 47   | 4位  |
| 2011 | チーム・オレカ・マットムート | LMP1   | 10     | マルク・ジェネ           | 6      |     |     |     |     |     | 2   |     | 47   | 4位  |
| 2011 | チーム・オレカ・マットムート | LMP1   | 10     | ニコラ・ミナシアン       | 6      |     |     |     |     |     | 2   |     | 47   | 4位  |

### ル・マン24時間レース
| 年   | チーム                       | クラス | No. | ドライバー                                                         | 周回数 | 総合順位 | クラス順位 |
| ---- | ---------------------------- | ------ | --- | ------------------------------------------------------------------ | ------ | -------- | ---------- |
| 2007 | チーム・プジョー・トタル     | LMP1   | 7   | ニコラ・ミナシアン ジャック・ヴィルヌーヴ マルク・ジェネ           | 338    | DNF      | DNF        |
| 2007 | チーム・プジョー・トタル     | LMP1   | 8   | ステファン・サラザン ペドロ・ラミー セバスチャン・ボーデ           | 359    | 2位      | 2位        |
| 2008 | チーム・プジョー・トタル     | LMP1   | 7   | ニコラ・ミナシアン マルク・ジェネ ジャック・ヴィルヌーヴ           | 381    | 2位      | 2位        |
| 2008 | チーム・プジョー・トタル     | LMP1   | 8   | ステファン・サラザン ペドロ・ラミー アレクサンダー・ヴルツ         | 368    | 5位      | 5位        |
| 2008 | プジョー・スポール・トタル   | LMP1   | 9   | フランク・モンタニー リカルド・ゾンタ クリスチャン・クリエン       | 379    | 3位      | 3位        |
| 2009 | チーム・プジョー・トタル     | LMP1   | 7   | ニコラ・ミナシアン ペドロ・ラミー クリスチャン・クリエン           | 369    | 6位      | 6位        |
| 2009 | チーム・プジョー・トタル     | LMP1   | 8   | フランク・モンタニー セバスチャン・ボーデ ステファン・サラザン     | 381    | 2位      | 2位        |
| 2009 | プジョー・スポール・トタル   | LMP1   | 9   | デビッド・ブラバム マルク・ジェネ アレクサンダー・ヴルツ           | 382    | 1位      | 1位        |
| 2009 | ペスカロロ・スポール         | LMP1   | 17  | サイモン・パジェノ ジャン＝クリストフ・ブイヨン ブノワ・トレルイエ | 210    | DNF      | DNF        |
| 2010 | チーム・プジョー・トタル     | LMP1   | 1   | アレクサンダー・ヴルツ マルク・ジェネ アンソニー・デビッドソン     | 360    | DNF      | DNF        |
| 2010 | チーム・プジョー・トタル     | LMP1   | 2   | ニコラ・ミナシアン ステファン・サラザン フランク・モンタニー       | 264    | DNF      | DNF        |
| 2010 | プジョー・スポール・トタル   | LMP1   | 3   | セバスチャン・ボーデ ペドロ・ラミー サイモン・パジェノ             | 38     | DNF      | DNF        |
| 2010 | チーム・オレカ・マットムート | LMP1   | 4   | オリビエ・パニス ニコラ・ラピエール ロイック・デュバル             | 373    | DNF      | DNF        |
| 2011 | チーム・オレカ・マットムート | LMP1   | 10  | ニコラ・ラピエール ロイック・デュバル オリビエ・パニス             | 339    | 5位      | 5位        |